# Tangsir

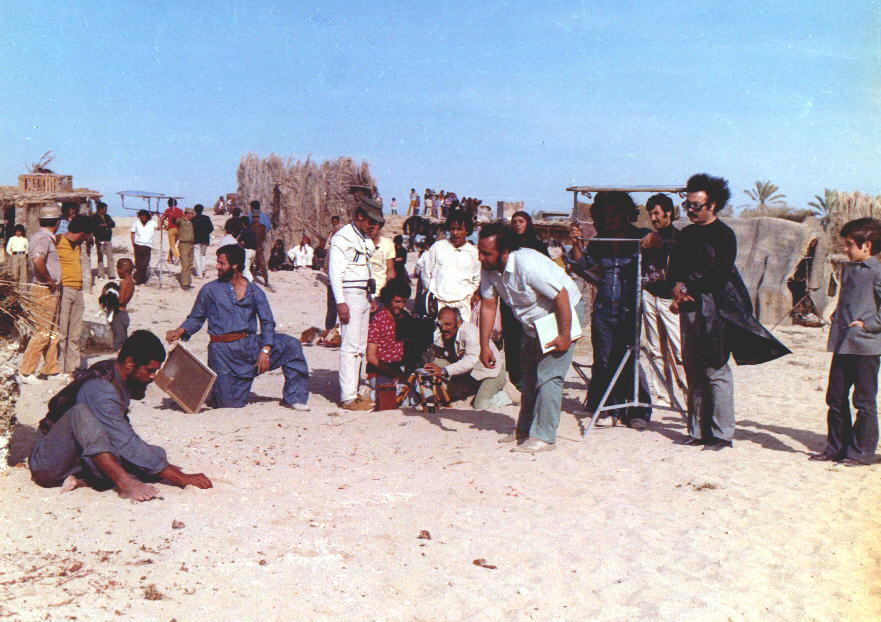
Scène du tournage de Tangsir, dirigé par Amir Naderi, 1973

Tangsir (en persan تنگسیر) est un film iranien réalisé par Amir Naderi en 1974, basé sur l'intrigue du roman éponyme de Sadegh Tchoubak.

## Synopsis
Zaer Mohammad est un honnête travailleur de Tangsir près de Bushehr qui aime sa femme et ses enfants. Il a prêté son argent à des marchands de la ville, mais ceux-ci refusent de le lui rendre à terme. Il se sent offusqué par l'insolence de ces gens qui refusent de lui rendre ce qui lui revient de droit, tout ce qu'il avait économisé pendant des années pour le bien de sa famille. Malgré sa foi, il décide de faire justice lui-même et se venger de ceux qui ont usurpé ses économies.

## Fiche technique
- Titre original : Tangsir
- Réalisateur et scénariste : Amir Naderi
- Genre : Drame
- Année de sortie : 1974
- Pays : Iran

## Distribution
- Behrouz Vossoughi
- Parviz Fannizadeh
- Jafar Vali
- Enayat Bakhshi
- Noori Kasraei
- Mehri Vedadian
- Hossein Amirfazli